# Punta Sorapiss
Die Punta Sorapiss (ladinisch Sorapìs) ist ein 3205 m s.l.m. hoher Berg in den Dolomiten in der italienischen Provinz Belluno. Sie bildet die höchste Erhebung der gleichnamigen Gebirgsgruppe südöstlich von Cortina d’Ampezzo.

## Lage und Umgebung
Die Punta Sorapiss bildet das Herzstück der Sorapissgruppe. Vom Gipfel ziehen Grate in drei Himmelsrichtungen. Nach Norden erstreckt sich der Grat zum Dito di Dio (italienisch für Finger Gottes), einer markanten Felsnadel, die mit dem Lago di Sorapiss im Vordergrund das bekannteste Fotomotiv der Sorapiss darstellt. Nach Osten verläuft der Grat über die Monti della Caccia Grande (3023 m) und die gleichnamige Scharte weiter zum Nachbargipfel der Tre Sorelle (3005 m). Westlich bzw. südwestlich der Punta Sorapiss liegen mit der Fopa di Matia (3155 m) und der Croda Marcora (3154 m) zwei weitere bekannte Nebengipfel. Das Massiv zeigt nach allen Seiten hin imposante Wandbildungen. In den nördlichen Karen liegen die drei Gletscherreste Ghiaccaiao Occidentale, G. Centrale und G. Orientale.

## Alpinismus
Die Erstbesteigung der Punta Sorapiss erfolgte am 16. September 1864 durch Paul Grohmann und die Cortineser Bergführer Francesco Lacedelli und Angelo Dimai. Nach zwei wetterbedingt vergeblichen Anläufen wählten sie den Anstieg von Westen über die Fopa di Matia und stiegen über den heutigen Normalweg ab. Zu jener Zeit wurde die Gipfelhöhe mit 3310 m angegeben, womit die Punta Sorapiss nach der Marmolata, dem ebenfalls falsch eingeschätzten Cimon della Pala und dem Antelao als vierthöchster Berg der Dolomiten galt.

## Aufstieg
Der Aufstieg erfolgt üblicherweise vom Rifugio San Marco (1823 m) oberhalb von San Vito di Cadore. In 2¼ Stunden erreicht man durch die Forcella Grande mit dem Bivacco G. Slataper (CAI, ca. 2600 m) den letzten Stützpunkt vor einer Gipfelbesteigung. Danach folgt man Steigspuren durch den Schutt zum Einstieg auf 2760 m. Kletterei im I. und II. Grad führt über gut gestuften Fels und Bänder zum Gipfel, den man schließlich nach insgesamt fünf Stunden nach kurzem Abstieg in eine enge Scharte erklettert. Ein Kamin mit Klemmblock in der ersten Hälfte der Route bildet die Schlüsselstelle (III). Der Abstieg erfolgt über die Aufstiegsroute. Trotz südlicher Exposition ist Firn speziell im Einstiegsbereich keine Seltenheit. Zudem gilt die Route als steinschlaggefährdet.
Der Gipfel selbst wurde bis heute nicht durch Klettersteige erschlossen, kann aber im Rahmen einer ausgiebigen Tour umrundet werden. Als Ausgangspunkt empfiehlt sich das Rifugio Vandelli am Lago di Sorapiss (1928 m), von wo aus das Massiv in elf bis 12 Stunden auf drei Klettersteigen umrundet wird (gegen den Uhrzeigersinn: Sentiero ferrato Francesco Berti, Sentiero Carlo Minazio und Via ferrata Alfonso Vandelli, Schwierigkeit D). Zwei Biwakschachteln dienen auf dem Weg als Stützpunkte.